# Plače
Plače (in italiano tra le due guerre Placce, nel XIX secolo in tedesco Platscha) è un paese della Slovenia, insediamento (naselje) del comune di Aidussina.
La località , che si trova a 143.7 metri s.l.m. ed a 27.6 chilometri dal confine italiano, è situata sulle colline del Vipacco (Vipavski griči) a 4.5 km dal capoluogo comunale. È capoluogo di una delle 28 comunità locali in cui si suddivide il comune.

L'insediamento è costituito, oltre al capoluogo, anche dagli agglomerati di Hrib, Srednja vas e Tabor.

## Geografia fisica

### Alture principali
Struga, mt 136; Breg, mt 153.

### Corsi d'acqua
Fiume Vipacco (Vipava); Jovšček.

## Storia
Durante il dominio asburgico la località fu frazione del comune di Santa Croce (Heiligenkreuz, Sveti Križ), che faceva parte della Contea di Gorizia e Gradisca (a qua volta inquadrata dapprima nel Regno d'Illiria e poi nel Litorale austriaco). Era nota con il toponimo tedesco di Platscha e con quelli sloveni di Plača o Plače.
Nel 1920, in seguito alla prima guerra mondiale e ai Trattati di Saint-Germain e di Rapallo, la località entrò a far parte del Regno d'Italia come il resto della regione. Il nome venne italianizzato in Placce, rimanendo all'interno del comune di Santa Croce (rinominato anch'esso nel 1923 Santa Croce di Aidussina). Assieme al resto del comune venne inquadrata dapprima nella Provincia del Friuli, per poi passare nel 1927 alla ricostituita Provincia di Gorizia.
Nel 1947, in seguito alla seconda guerra mondiale e al Trattato di Parigi, la località divenne parte della Jugoslavia. Successivamente venne inquadrata nel comune di Aidussina. Dal 1991 fa parte della Slovenia.